# Okonek
Okonek (deutsch Ratzebuhr) ist eine Kleinstadt mit Sitz einer Stadt-und-Land-Gemeinde im Powiat Złotowski der polnischen Woiwodschaft Großpolen.

## Geographische Lage
Die Stadt liegt in Hinterpommern, an der Zarne, am östlichen Ende der Stettiner Seenplatte, etwa 15 Kilometer südsüdöstlich der Stadt Neustettin (Szczecinek) und sechs Kilometer westlich von Landeck in Westpreußen (Lędyczek). Der Fluss Zarne (poln. Czarna), ein Nebenfluss der Küddow (Gwda), fließt durch die Stadt.

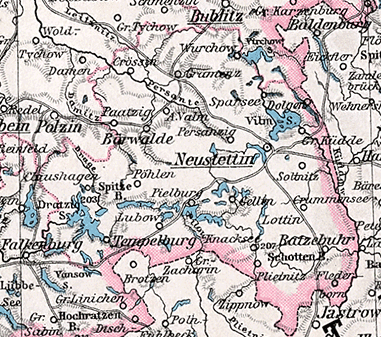
Ratzebuhr südöstlich der Stadt Neustettin auf einer Landkarte von 1905

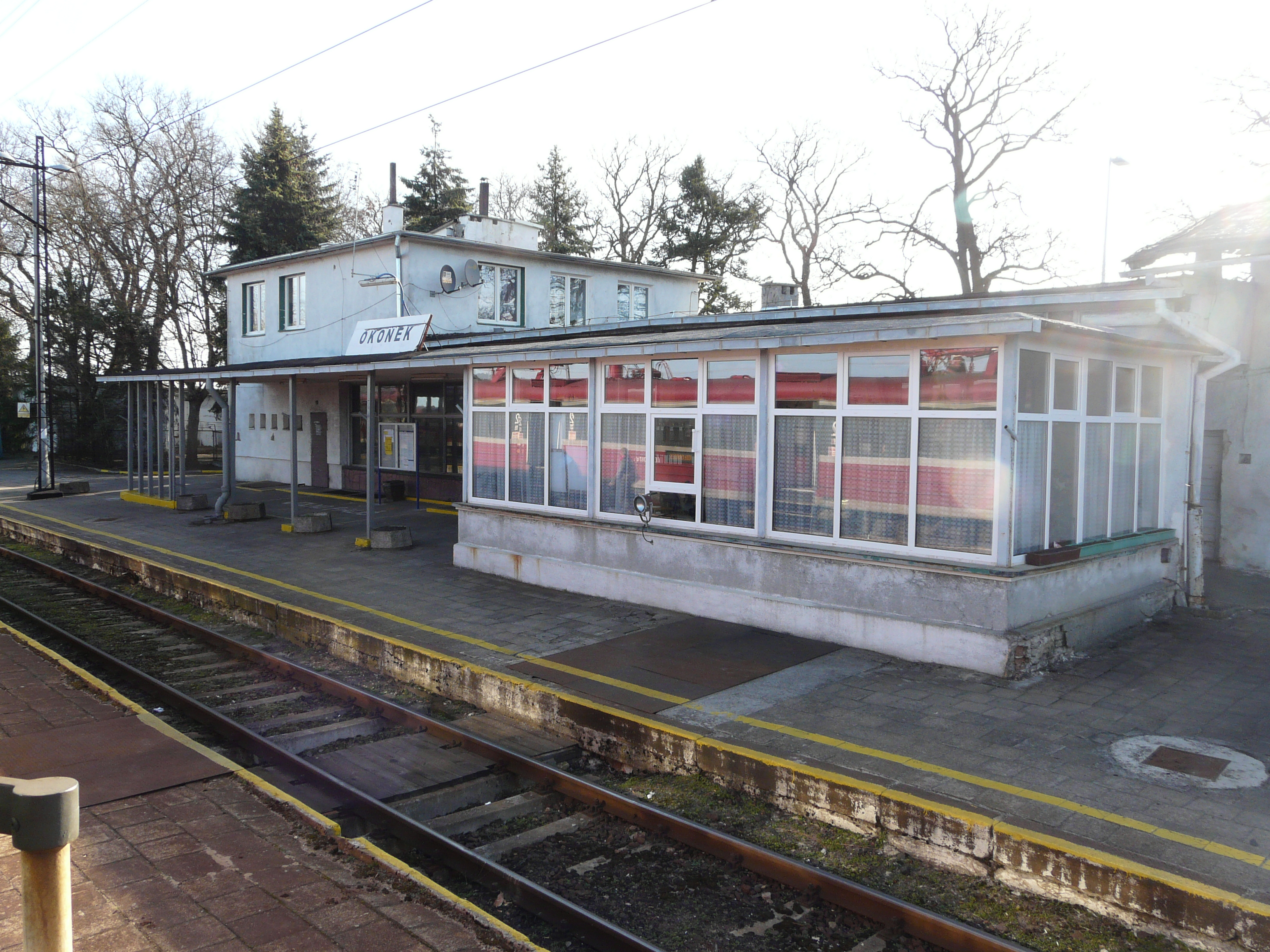
Bahnhof

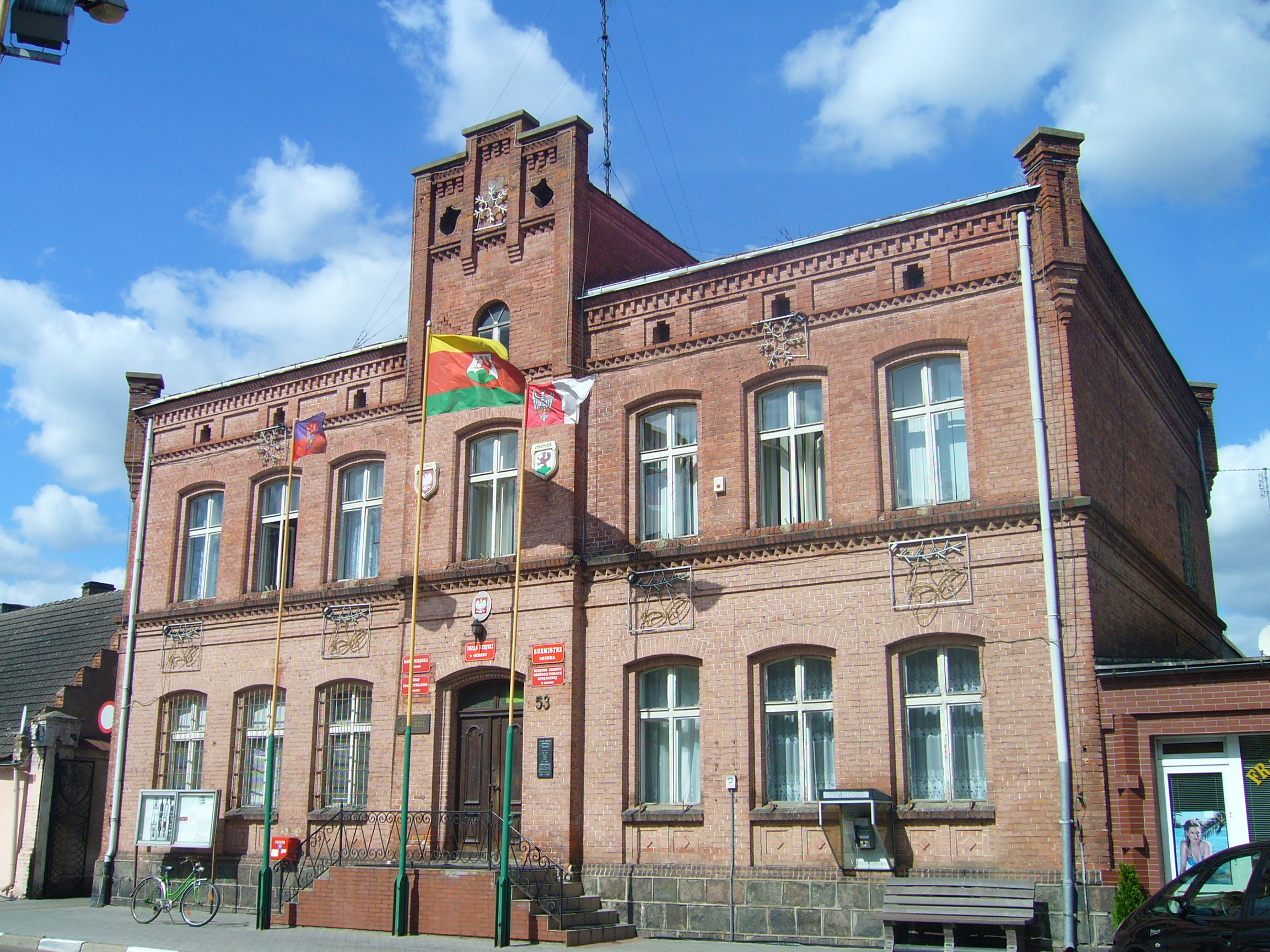
Rathaus

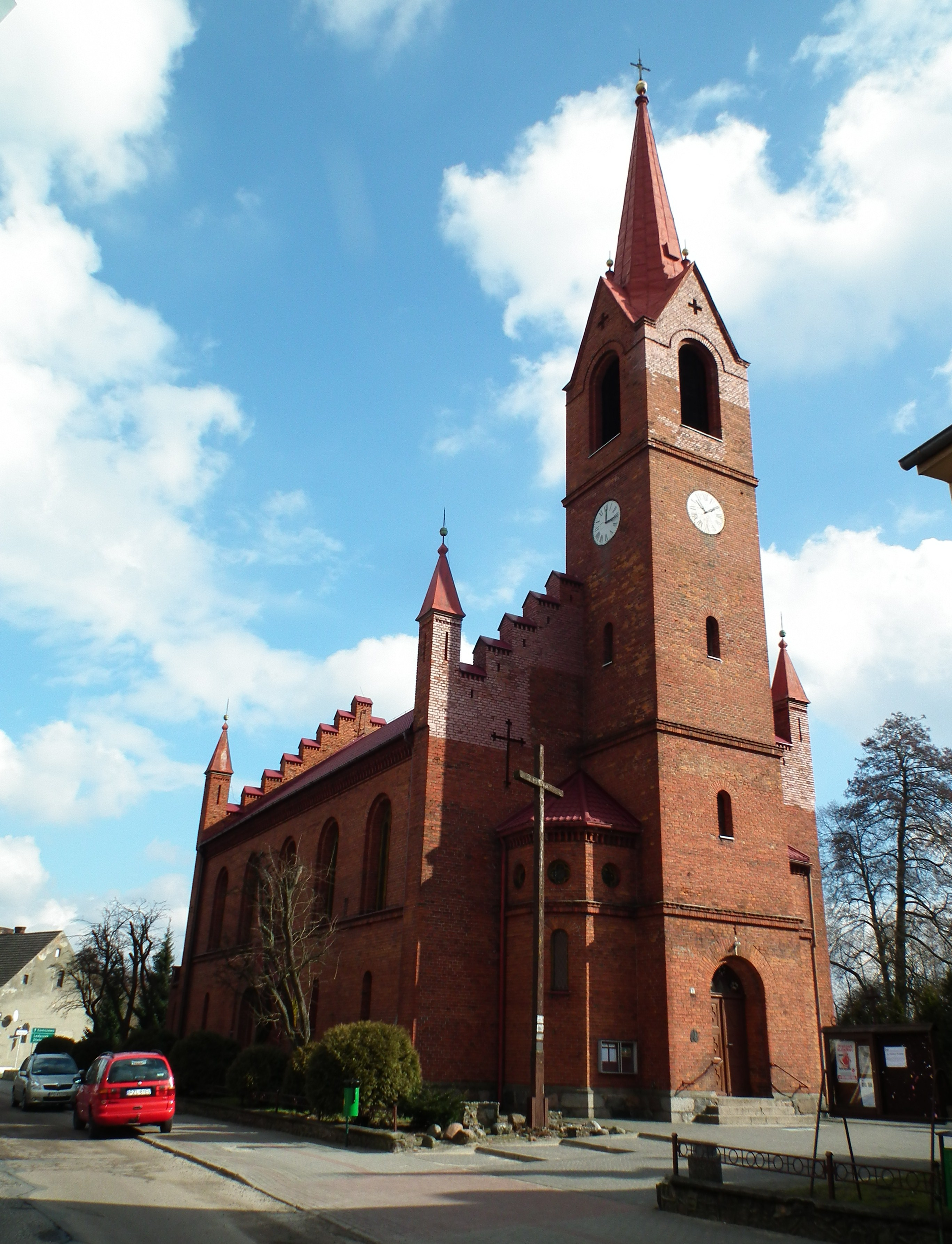
Stadtkirche, bis 1945 Gotteshaus der evangelischen Gemeinde Ratzebuhr

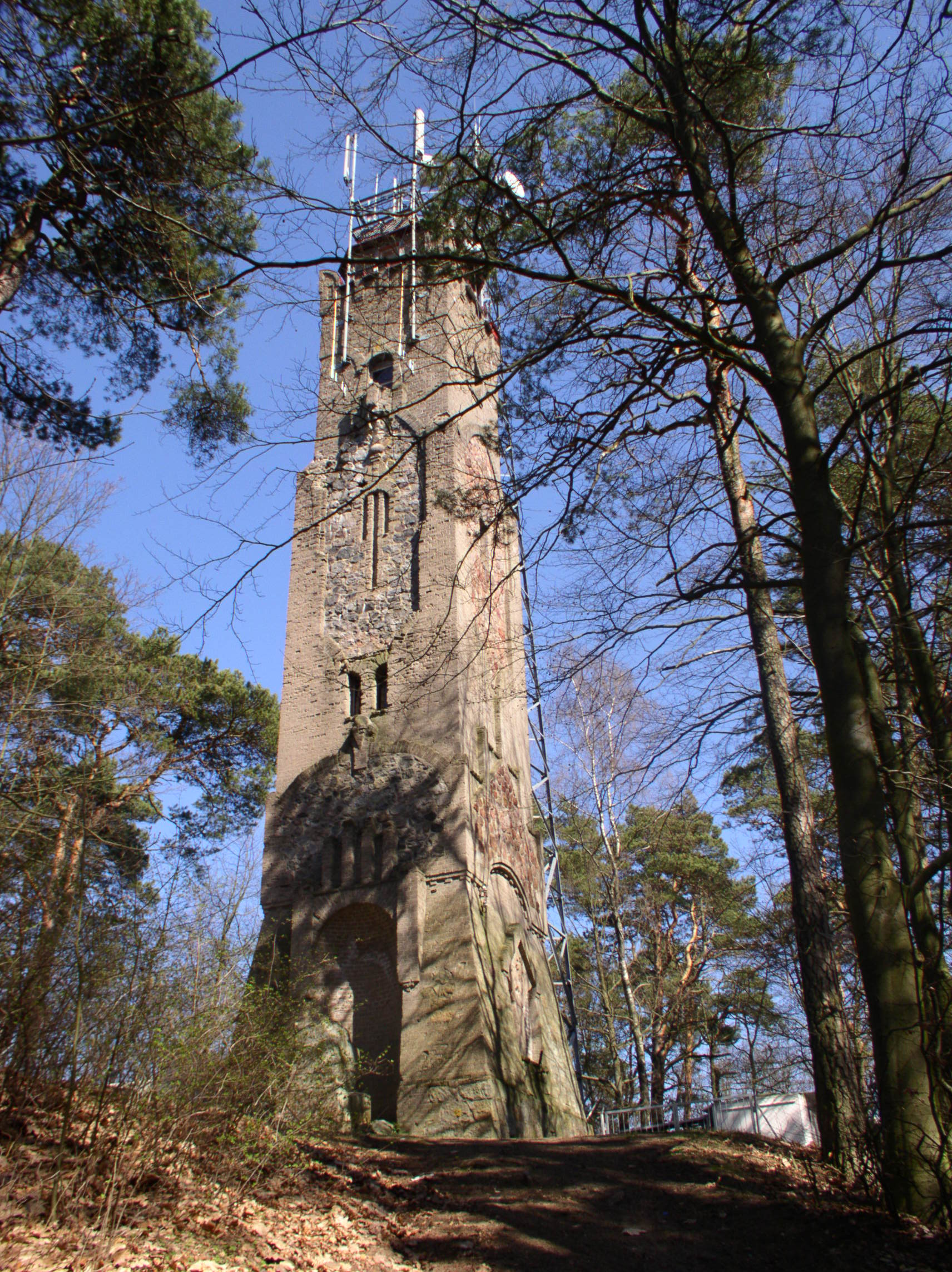
Bismarckturm

## Geschichte
Der Herzog Barnim IX. von Pommern-Stettin erteilte im Jahre 1554 die Order, im äußersten Südosten seines Herrschaftsgebietes an der Grenze zu Polen ein ihm unterstelltes Amtsdorf anzusiedeln. Für das Jahr 1563 ist überliefert, dass ein Jakob Woyke das Schulzenamt innehatte. Die Marktgerechtigkeit für zwei Jahrmärkte erteilte 1592 der Pommernherzog Johann Friedrich. Fünf Jahre später wurde das Recht auf jährlich drei Märkte erweitert. 1628 hatte sich der Ort zu 45 Bauernhöfen, sechs Katen, zwei Mühlen und einer Schenke entwickelt. Bis auf zwei Höfe brannte alles während des polnisch-schwedischen Krieges 1658 ab. 1663 konnte die als Fachwerkbau errichtete neue Kirche geweiht werden.
Nachdem Pommern 1653 unter brandenburgische Herrschaft gekommen war, unterstand Ratzebuhr administrativ dem Neustettinschen Kreis.
1656 brachen Polen unter dem Anführer Babomoski in die Region ein, wurden jedoch zurückgeschlagen. Bei dem Einfall der Polen 1658 wurde Ratzebuhr samt der Kirche gänzlich eingeäschert.  1748 erlitt die Stadt erneut eine Feuersbrunst.
1720 wurde in der Stadt eine damals so bezeichnete Akzisestation (später Finanzamt) eingerichtet. Um den Grenzort gegenüber Polen zu stärken, erhob der preußische König Friedrich II. Ratzebuhr 1754 zur Stadt nach lübischen Recht und veranlasste auswärtige Tuchmacher, sich dort niederzulassen. Während des Siebenjährigen Krieges zogen 1758 russische Truppen plündernd durch die Stadt. In den Jahren 1781 bis 1782 wurde im Rahmen des preußischen Trockenlegungsprogramms das westlich der Stadt gelegene Tiefe Bruch urbar gemacht.
Als nach dem Wiener Kongress 1815 wieder eine Zollgrenze zum russischen Kongresspolen entstand, gerieten die Ratzebuhrer Tuchmacher so sehr in wirtschaftliche Schwierigkeiten, dass viele von ihnen nach Kongresspolen auswanderten. Erst mit dem 1878 erfolgten Anschluss an das Eisenbahnnetz konnte sich die Wirtschaft wieder erholen. Neben den noch bestehenden zwei Tuchfabriken (der Familien Adler und Saecker) siedelten sich zwei Sägewerke, eine Ziegelei und eine Möbelfabrik an. 1914 wurde eine Großversandgärtnerei gegründet, die später zu Europas größter Edelweißzüchterei expandierte.
Um 1930 hatte die Gemarkung der Stadt Ratzebuhr eine Flächengröße von 44,6 km², und im Stadtgebiet standen zusammen 286 bewohnte Wohnhäuser an 18 verschiedenen Wohnorten:
1. Altes Forsthaus
2. Bahnhof Ratzebuhr
3. Chausseehaus
4. Emilienhof
5. Ferdinandshöhe
6. Forsthaus Ratzebuhr
7. Friedrichshof
8. Hintermühle
9. Krügershof
10. Marienhöh
11. Polenskenhof
12. Ratzebuhr
13. Schützenhaus
14. Sommersruh
15. Spinnerei
16. Tannhausen
17. Vordermühle
18. Ziegelei

Ratzebuhr gehörte 1945 zum Landkreis Neustettin im Regierungsbezirk Köslin der preußischen Provinz Pommern des Deutschen Reichs.
Gegen Ende des Zweiten Weltkriegs wurde die Region im Frühjahr 1945 von der Roten Armee besetzt. Kurz darauf wurde Ratzebuhr – wie ganz  Hinterpommern – seitens der sowjetischen Besatzungsmacht   der Volksrepublik Polen zur Verwaltung überlassen. In der darauf folgenden Zeit wurde die einheimische Bevölkerung von der polnischen Administration vertrieben. Ratzebuhr wurde in Okonek umbenannt.

### Demographie
| Jahr | Einwohner | Anmerkungen |
| ---- | --------- | --- |
| 1740 | 0864      | [ 3 ] |
| 1782 | 0974      | darunter elf Juden                                                                                                |
| 1794 | 1029      | darunter 15 Juden                                                                                                 |
| 1812 | 1060      | darunter sechs Katholiken und 47 Juden                                                                            |
| 1816 | 1132      | darunter zehn Katholiken und 74 Juden                                                                             |
| 1831 | 1322      | darunter fünf Katholiken und 13 Juden                                                                             |
| 1843 | 1579      | darunter sechs Katholiken und 78 Juden                                                                            |
| 1852 | 1850      | darunter sechs Katholiken und 99 Juden                                                                            |
| 1861 | 2063      | darunter fünf Katholiken und 99 Juden                                                                             |
| 1875 | 2248      | [ 5 ] |
| 1880 | 2432      | [ 5 ] |
| 1905 | 2192      | Stadt an der Zarne, mit einer evangelischen und einer katholischen Kirche, einer Synagoge sowie einem Amtsgericht |
| 1925 | 2611      | darunter 23 Katholiken und 30 Juden                                                                               |
| 1933 | 2960      | [ 5 ] |
| 1939 | 2941      | [ 5 ] |

## Verkehr
- Okonek hat einen Bahnhof an der Bahnstrecke Piła–Ustka.
- Die Stadt liegt an der Landesstraße 11, die von Kołobrzeg (Kolberg) nach Bytom (Beuthen) führt. In unmittelbarer Nähe östlich von Okonek verläuft die Landesstraße 22 von Elbląg (Elbing) nach Gorzów Wielkopolski (Landsberg an der Warthe).

## Sehenswürdigkeiten
- Rathaus Okonek, erbaut 1883
- Katholische Kirche Unserer Lieben Frau von der Erlösung der Sklaven in Okonek, 1856 im neoromanischer Stil als evangelische Kirche erbaut und am 5. August 1945 katholisch geweiht. Die Ausstattung des Gebäudes ist modern vom Ende der 1970er Jahre. Es ist die einzige dieser Anrufung gewidmete Kirche in Polen.
- Der Bismarckturm von Ratzebuhr auf dem Tetzlaffsberg (Tecławska Góra) entstand auf Initiative des Vereins der Stadtwerke. Der Grundstein wurde am 1. April 1908 gelegt. Die Eröffnungsfeier fand am 23. August 1908 statt. Vor dem Turm wurde ein 4 Meter hohes Denkmal zum Gedenken an die Gefallenen errichtet. Bis 2019 wurde der Turm für das Mobilfunknetz genutzt.

## Persönlichkeiten
- Hermann Haken (1828–1916), deutscher Politiker, war seit 1857 Kreisrichter in Ratzebuhr

## Städtepartnerschaft
- Ahrensbök (Deutschland)
- Stockelsdorf (Deutschland)

## Gemeindegliederung
Zur Stadt- und Landgemeinde Okonek gehören außer geschlossenen Ortschaften auch Streusiedlungen.
Geschlossene Ortschaften:
| Name                    | deutscher Name (bis 1945) |
| ----------------------- | ------------------------- |
| Borki                   | Barken                    |
| Borucino                | Burzen                    |
| Brokęcino               | Bahrenbusch               |
| Chwalimie               | Wallachsee                |
| Ciosaniec               | Hasenfier                 |
| Drzewice                | Hohenholz                 |
| Glinki Mokre            | Naßglienke                |
| Glinki Suche            | Trockenglienke            |
| Lędyczek                | Landeck                   |
| Łomczewo                | Lümzow                    |
| Lotyń                   | Lottin                    |
| Lubniczka               | Klein Hertzberg           |
| Okonek                  | Ratzebuhr                 |
| Pniewo                  | Pinnow                    |
| Podgaje                 | Flederborn                |
| Węgorzewo Szczecineckie | Vangerow                  |

Verstreute Siedlungen:
Anielin (Karolinenhof), Babi Dwór (Babylon), Brzozówka (Birkenhof), Ciosaniec-Bolkowo (Hasenfier), Czersk (Marienwalde), Kruszka (Kruschke), Lubnica (Groß Hertzberg), Lubnicki Młyn, Przybysław (Ewaldshof), Rydzynka (Krügershof), Skoki (Mückenmühle), Wojnówko.